# Liste der Ehrenbürger von Bernstadt a. d. Eigen
Das Ehrenbürgerrecht ist die höchste Ehrung der sächsischen Stadt Bernstadt a. d. Eigen.
Seit 1849 wurde folgenden sechs Personen diese Ehrung zuteil.
Hinweis: Die Auflistung erfolgt chronologisch nach Datum der Zuerkennung.

## Die Ehrenbürger der Stadt Bernstadt a. d. Eigen

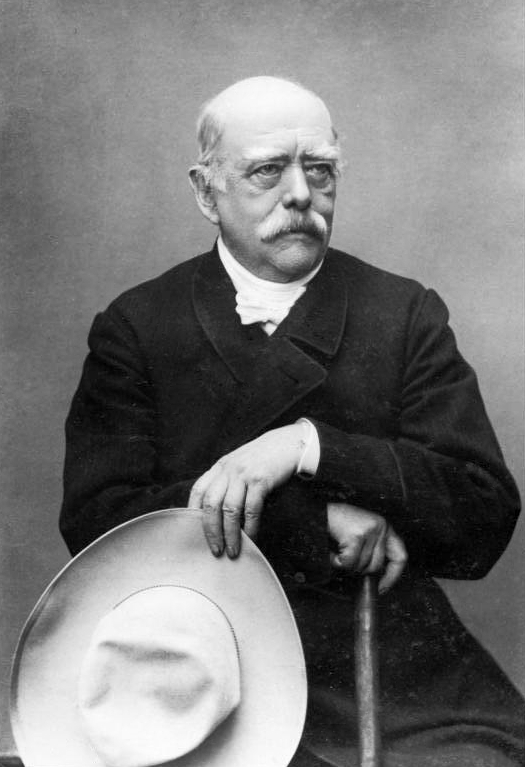
Otto von Bismarck

1. Carl Friedrich Braeske
Färber und Senator
Verleihung 1849
Braeske war Sohn des Kunst-, Waid- und Schönfärbers Carl Albrecht Braeske. Die Familie war 1792 aus Ostpreußen nach Bernstadt gekommen. Nach der Übernahme des Geschäfts seines Vaters erwarb er sich Verdienste um die Entwicklung des Tuchhandels und in seiner Tätigkeit als Senator.
2. Karl Theophil Borott
Schuldirektor
Verleihung 1864
Borott war von 1823 bis 1867 Direktor der örtlichen Schule und entwickelte sie zur Stadt- und Landschule. Anlässlich seines 50-jährigen Dienstjubiläums wurde er zum Ehrenbürger der Stadt ernannt. Gleichzeitig verlieh ihm die sächsische Regierung das Ehrenkreuz zum Albrechtsorden.
3. Otto von Bismarck (* 1. April 1815 in Schönhausen; † 30. Juli 1898 in Friedrichsruh bei Hamburg)
Reichskanzler
Datum der Verleihung nicht bekannt, nach 1871
Wie in vielen Städten des Deutschen Reichs wurde Bismarck nach dem siegreichen Deutsch-Französischem Krieg auch in Bernstadt a. d. Eigen ohne unmittelbaren Ortsbezug zum Ehrenbürger ernannt. Im Zuge der Verehrung seiner Person wurde auch der Breite Stein in Bismarckhöhe umbenannt (nach 1945 Friedenshöhe) und eine Bismarckeiche gepflanzt.
4. Adolf Hanspach
Seifensiedermeister
Verleihung am 2. Januar 1874
Hanspach leitete von 1854 bis 1860 neben seinem Beruf die Bernstädter Sparkasse und war zudem Ratsherr. Anlässlich seiner 25-jährigen Zugehörigkeit zum Stadtrat wurde ihm die Ehrenbürgerschaft verliehen.
5. Karl-Werner Günzel (* 4. September 1949 in Bernstadt a. d. Eigen; † 29. März 2013 in Berlin)

Verleihung am 27. November 1999
Günzel wurde für seine langjährige Unterstützung des Bernstädter Heimatmuseums und die Schaffung der Karl-Werner Günzel-Stiftung zur Förderung des Kulturerbes und der Pflege des Kulturgutes der Stadt sowie für seine Forschungen zu den Anfängen der Raketentechnik und zum Leben und Wirken des Raketenpioniers Klaus Riedel mit der Ehrenbürgerschaft geehrt.
6. Peter Schöne
Ortschronist
Verleihung am 4. Januar 2003
Schöne leitete lange Jahre das Heimatmuseum und verankerte es im Kulturleben der Stadt. Als Ortschronist schuf er ein umfangreiches Werk zur Heimatgeschichte.